# 270
Cette page concerne l'année 270  du calendrier julien. Pour l'année 270 av. J.-C., voir 270 av. J.-C. Pour le nombre 270, voir 270 (nombre).
L'année 270 est une année commune qui commence un samedi.

## Événements
- Hiver 269-270 : le général de Zénobie, Zabdas, occupe Alexandrie et l’Égypte[1]. Progrès de la puissance de Palmyre.
- Fin janvier-février : Aurélien, commandant en chef de l'armée du Bas Danube, poursuit les Goths qui battent en retraite. Ils échouent à prendre Anchialos, sur le Pont Euxin, et Nicopolis, pour se ravitailler et s'ouvrir la route du Nord[2].
- Février-mars[3] : Aurélien est proclamé empereur romain par l'armée à Sirmium. Il fait la paix avec les Vandales entrés en Pannonie puis bat les Juthunges qui s’avancent vers la Haute-Italie par la Rhétie[4]. Deux mille cavaliers vandales sont enrôlés dans l’armée romaine[5].
- Août ? : les Juthunges envahissent l'Italie[6].
- Fin de l'été : le préfet d’Égypte Tenagino Probus est battu et tué par les Palmyriens à Babylone du Caire[7].
- Septembre[3] : Claude II meurt de la peste à Sirmium, sur le Danube. Son frère Quintillus prend le pouvoir, mais l’armée danubienne lui oppose Aurélien[8].
  - À la mort de Claude II, Wahballat, fils de Zénobie et d'Odénat de Palmyre, refuse de reconnaitre Quintillus et prend les titres de consul, de dux Romanorum et d'Imperator. La rupture avec l’empire romain est consommée quand il prend le titre d’Auguste et Zénobie celui d’Augusta[9]. Elle contrôle alors la plus grande partie de l'Asie Mineure, hormis la Bithynie.
- Novembre [3]? :
  - Quintillus est tué à Aquilée (suicide ou assassinat par ses soldats)[10]. Début du règne officiel d'Aurélien (fin de règne en 275)[3]. Il vient à Rome pour la première fois (fin 270- début 271)[6].
  - Les Juthunges sont battus en Italie par Rome[6].

## Naissances en 270 ap. J.-C.
- Septembre : Nicolas de Myre (Saint Nicolas).
- Janvier de Bénévent, évêque de Bénévent, à Naples.

## Décès en 270
- Claude II le Gothique, empereur romain.
- Plotin, philosophe néoplatonicien, en Campanie (né v. 205), auteur des Ennéades, publiées par son disciple Porphyre de Tyr.